# Acinos
Acinos  é um gênero botânico da família Lamiaceae, nativo do sul da Europa e oeste da Ásia.
São pequenos arbustos que alcançam 10–45 cm de altura.
Alguns autores consideram-no sinónimo de Clinopodium.

## Espécies
A Flora Europeae designa as seguintes espécies como aceites:
- Acinos alpinus
- Acinos arvensis
- Acinos corsicus
- Acinos rotundifolius
- Acinos suaveolens

O Plants Database e o The Plant List consideram apenas 1 espécie aceite:
Plant Database
- Acinos arvensis

The Plant List
- Acinos alpinus

O Germplasm Resources Information Network indica apenas 1 espécie, Acinos arvensis, com 2 sinónimos, Acinos thymoides e Satureja acinos.

## Portugal
Em Portugal este género é representado por uma única espécies, nomeadamente em Portugal Continental, de onde é nativa:
- Acinos alpinus (L.) Moench

## Nome e referências
Acinos P. Miller, 1754